# Рупрехт фон Пфальц-Фельденц
Рупрехт (нем. Ruprecht von Pfalz-Veldenz; ок. 1506, Цвейбрюккен — 28 июля 1544, Бург Грефенштайн) — граф Фельденца, основатель линии Пфальц-Цвейбрюккен-Фельденц.

## Жизнь
Второй сын пфальцграфа и герцога Александра Пфальц-Цвейбрюккенского (1462—1514) и его жены Маргариты фон Гогенлоэ (1480—1522). Отец в завещании установил для своих владение единонаследие, то есть всё должно достаться старшему сыну — Людвигу II. Поэтому Рупрехт предназначался для духовной карьеры. Однако в 1529 году он сложил священнический сан.
После смерти брата Рупрехт с 1533 по 1543 год был опекуном своего несовершеннолетнего племянника Вольфганга (до 1540 года — вместе с его матерью Елизаветой Гессенской).
В 1543 году достигший совершеннолетия Вольфганг фон Пфальц-Цвейбрюккен передал дяде в наследственное владение графство Фельденц и ещё несколько сеньорий. В результате образовалось княжество Пфальц-Фельденц, существовавшее до 1694 года.

## Семья
Жена (свадьба 28.06.1537) — Урсула (1515—1601), дочь рейнграфа Иоганна VII цу Зальм-Кирбурга. Дети:
- Анна (1540—1586), муж — Карл II, маркграф Баден-Дурлаха
- Георг Иоганн I (1543—1592), граф фон Фельденц
- Урсула (1543—1578), муж — граф Вирих VI фон Даун-Фалькенштейн.